# Юркетинець
Юркетинець (хорв. Jurketinec) — населений пункт у Хорватії, в Вараждинській жупанії у складі громади Марушевець.

## Населення
Населення за даними перепису 2011 року становило 422 осіб.
Динаміка чисельності населення поселення:

## Клімат
Середня річна температура становить 10,15 °C, середня максимальна – 24,53 °C, а середня мінімальна – -6,39 °C. Середня річна кількість опадів – 905 мм.
| Клімат поселення                              | Клімат поселення | Клімат поселення | Клімат поселення | Клімат поселення | Клімат поселення | Клімат поселення | Клімат поселення | Клімат поселення | Клімат поселення | Клімат поселення | Клімат поселення | Клімат поселення | Клімат поселення |
| Показник                                      | Січ.             | Лют.             | Бер.             | Квіт.            | Трав.            | Черв.            | Лип.             | Серп.            | Вер.             | Жовт.            | Лист.            | Груд.            |                  |
| Середній максимум, °C                         | 5,48             | 7,46             | 11,92            | 16,34            | 21,38            | 24,53            | 23,64            | 23,06            | 19,08            | 14,06            | 8,48             | 4,38             |                  |
| Середня температура, °C                       | −0,46            | 1,52             | 5,98             | 10,40            | 15,46            | 18,59            | 19,91            | 19,31            | 15,37            | 10,34            | 4,73             | 0,65             |                  |
| Середній мінімум, °C                          | −6,39            | −4,41            | 0,04             | 4,48             | 9,52             | 12,65            | 16,18            | 15,58            | 11,64            | 6,60             | 1,00             | −3,08            |                  |
| Норма опадів, мм                              | 43               | 46               | 60               | 70               | 77               | 106              | 92               | 94               | 86               | 86               | 83               | 62               |                  |
| Середньомісячна швидкість вітру, м/с          | 1.89             | 2.10             | 2.50             | 2.48             | 2.30             | 2.08             | 2.00             | 1.80             | 1.80             | 1.82             | 1.95             | 1.92             |                  |
| Середньомісячна сонячна радіація, кДж/м²·день | 4050             | 6795             | 10558            | 14878            | 18925            | 20667            | 21382            | 18626            | 13825            | 8622             | 4514             | 3239             |                  |
| --------------------------------------------- | ---------------- | ---------------- | ---------------- | ---------------- | ---------------- | ---------------- | ---------------- | ---------------- | ---------------- | ---------------- | ---------------- | ---------------- | ---------------- |
| Джерело:                                      |                  |                  |                  |                  |                  |                  |                  |                  |                  |                  |                  |                  |                  |